# Quartier Nantes Sud
Le quartier Nantes Sud est un des onze quartiers de Nantes.

## Description
Ce quartier est délimité :
- à l'ouest par la commune de Rezé, dont les limites sont marquées par la Sèvre Nantaise, hormis l'embouchure de la rivière elle-même et les abords de la place Général-Sarrail situé sur la rive gauche de la rivière que Nantes partage avec son voisin rezéen ;
- au nord, par la Loire ;
- à l'est, par la commune de Saint-Sébastien-sur-Loire ;
- au sud, par la commune de Vertou.

## Dénomination
Ce quartier est le seul situé entièrement au sud de la Loire (le terminal portuaire de Cheviré situé lui aussi au sud du fleuve dépend administrativement du quartier Bellevue - Chantenay - Sainte-Anne).
Le vocable de « Saint-Jacques » attribué autrefois au quartier n'a plus de caractère officiel même si beaucoup de nantais l'utilisent encore. Ce vocable n'est plus attribué en partie qu'à deux micro-quartiers : « Saint-Jacques-Pirmil » et « Saint-Jacques-Ripossière ».

## Les micro-quartiers
Selon l'Insee, il est constitué de 5 micro-quartiers.

### Gréneraie-Clos-Toreau
Le premier vocable évoque le quartier de la Gréneraie, cerné par le pont Georges-Clemenceau, à l'ouest, par la Loire au nord et par la commune de Saint-Sébastien-sur-Loire à l'est et au sud. Le second vocable fait référence à la plus importante cité HLM du quartier.
À la pointe ouest du micro-quartier, à l'angle de la rue Saint-Jacques et de la rue de Bonne-Garde, il existe une chapelle Notre-Dame-de-Bonne-Garde située près de l'hôpital Saint-Jacques, construite par les Bénédictins du Prieuré de Saint-Jacques au XVIIe siècle. Un collège privé catholique a adopté ce nom ; le souvenir des pèlerinages fut commémoré par une grande « statue de bois », installée au débouché du pont de Pirmil lors de la création de la Ligne 2 du tramway.
A l'est du micro-quartier se trouve le Clos-Toreau, constitué d'un quartier HLM de 20 immeubles a été érigé en 1972-1973 en bordure du boulevard Émile-Gabory, ainsi que de maisons situées rue Louis-Loucheur et rue Louis-Bleriot qui ont été construites à partir des années 30.

### Lion d'Or-Gilarderie
Ses deux vocables font référence à deux micro-quartiers situé de part et d'autre de la rue des Bourdonnières.
À la limite de la commune de Vertou, s'élève le Lycée général, technologique et professionnel Les Bourdonnières. Cet établissement public d'enseignement secondaire accueille près de 1 800 élèves dont, depuis 1987, des garçons et filles âgés de 14 à 20 ans, handicapés moteurs ou sensoriels, qui sont scolarisés en intégration dans les classes du lycée.

### Saint-Jacques-Pirmil
Le premier vocable fait référence à l'église Saint-Jacques de Pirmil, qui a donné son nom au faubourg ou quartier qui l'entoure, ainsi qu'à l'hôpital Saint-Jacques dont l'emprise occupe la majeure partie de la superficie du micro-quartier, à l'est de la rue Saint-Jacques. Le second évoque un toponyme très ancien, qui désignait l'ensemble des quartiers appelés ultérieurement Saint-Jacques, Dos-d'Âne et Pirmil, et qui a donné son nom au château de Pirmil, au pont de Pirmil et à la place homonyme, à l'ouest de la rue Saint-Jacques, place sur laquelle se trouve la station de tramway Pirmil, un important pôle d'échange des transports en commun de l'agglomération nantaise.
Un cinéma de quartier Le Bonne-Garde, situé plus au sud, rue Frère-Louis, et par la Revue Bonne-Garde qui mêle avec humour, politique et vie en société.

### Saint-Jacques-Ripossière
Si le premier vocable évoque la rue Saint-Jacques, qui constitue sa limité nord-est, le second fait référence à la rue de la Ripossière qui traverse le quartier.
On y trouve l'Institut La Persagotière spécialisée dans l'enseignement pour sourds et mal-entendants. Cette institution fut créée en 1824, rue Crébillon à Nantes. Comme elle était à l'étroit dans ses locaux, le maire de Nantes, à l'époque Ferdinand Favre, contribua en 1856 à l'installation de l'école des malentendants dans un vaste domaine privé du château de la Persagotière, le long de la Sèvre Nantaise dans le quartier sud de la ville. Depuis 1997, La Persagotière est présidée par le Maire de Saint-Sébastien-sur-Loire.

### Sèvre
Évoque la Sèvre Nantaise.

## Histoire
L'actuel quartier Nantes Sud, situé immédiatement au sud-est du seul pont de l'époque, le pont de Pirmil, était jusqu'à la Révolution française une paroisse succursale de la paroisse de Saint-Sébastien qui s'étendait, alors jusqu'à la rive droite de la Sèvre Nantaise. Son centre était le hameau blotti autour du prieuré de Saint-Jacques. Il y avait quelques autres agglomérations, comme le village de Sèvre.
À la fin du XVe siècle, la chapelle des bénédictins du prieuré Saint Jacques de Pirmil, future église de la paroisse Saint-Jacques, possède une architecture de style à la fois Plantagenêt et poitevin, filiation qui rappelle l'origine du prieuré de Saint-Jacques, placé au XIIe siècle sous la direction spirituelle et temporelle de l'abbaye de Saint-Jouin-de-Marnes située près de Thouars dans le Poitou.
En 1790, lors de la création des communes, le territoire de la paroisse de Saint-Jacques fut contesté entre la municipalité de Nantes et celle de Saint-Sébastien. Le conseil du district (ancêtre de l'arrondissement), dominé par les Nantais, l'attribua finalement à Nantes qui obtenait ainsi le contrôle des deux rives de la Loire, avec une grande différence de superficie entre la partie nord et la partie sud de la commune de Nantes. Du point de vue religieux, Saint-Jacques devint une paroisse autonome dans le cadre de la Constitution civile du Clergé (1790). Cette situation fut entérinée en 1801, lorsqu'après la période de déchristianisation (à partir de 1793), le Concordat rétablit le culte catholique en France.
La dénomination Saint-Jacques qui fut longuement attribué à l'ensemble du quartier, résulte de la présence d'un hospice servant de refuge aux voyageurs effectuant le pèlerinage de Saint-Jacques-de-Compostelle. Celui-ci est ensuite devenu et resté un hôpital important, l’hôpital Saint-Jacques. L'hospice construit sur les plans des architectes Louis-Prudent et Constant Douillard, remplaçait le Sanitat, ancien hôpital général situé près du quai de la Fosse (aux abords de l'église Notre-Dame-de-Bon-Port). Il était situé le long du chemin du Haut-Poitou (plan de Nantes, 1716), c'est-à-dire de la route de Nantes à Clisson, et au-delà, à Poitiers, Niort, Saintes, Bordeaux. Une autre route, le chemin du Bas-Poitou (c'est-à-dire la route de Nantes à Montaigu) partait un peu plus à l'ouest, mais était moins importante.

## Démographie
Avec plus de 10 000 habitants, le quartier Nantes Sud est le quartier le moins peuplé de la ville. Du fait de l'arrivée de nombreux actifs et du vieillissement de la population ce sont les classes d'âge supérieures à 25 ans dont l'effectif est le plus important : 11 % chez les 25-49 ans, 29 % chez les 50-59 ans, 13,5 % chez les plus 75 ans .

## Administration
L'ancienne mairie annexe située au no 69, boulevard Joliot-Curie a été transférée le 7 février 2018 dans de nouveaux locaux situés au no 14, rue des Herses.